# Der Rauchfangkehrer
Der Rauchfangkehrer (De schoorsteenveger), ook gekend als Die Unentbehrlichen Verräther ihrer Herrschaften aus Eigennutz (De onontbeerlijke verraders van de edelachtbaren uit eigenbelang) is een opera in drie bedrijven van Antonio Salieri op een Duits libretto van Leopold Auenbrugger. Hoewel het omschreven werd als een muzikale komedie heeft het werk veel karakteristieken van een Duits Singspiel en een Italiaans opera buffa.
Volgens Keizer Jozef II was het een ware taak voor de Italiaanse Salieri om een opera te schrijven in de Duitse taal. Desondanks was de opera maar gedeeltelijk in het Duits, enkele teksten en aria's zijn nog in het Italiaans. De reden hiervoor was om misverstanden te kunnen creëren tussen de Italiaanse Volpini en de Duitse personages. Salieri creëerde virtuoze rollen en huurde de bekendste Weense operazangers in zoals Caterina Cavalieri en Ludwig Fischer. Het is trouwens de eerste Duitstalige opera van Salieri.

## Synopsis
Volpino en Lisel zijn verloofd. Om te kunnen trouwen, is er een bruidsschat nodig. Volpino tracht het geld voor deze bruidsschat af te troggelen bij Herr von Bär en Herr von Wolf die respectievelijk dingen naar de hand van Frau von Habicht en Frau Nannette. von Bär en von Wolf hebben eigenlijk meer interesse in de rijkdom van de dames. Volpino tracht zowel von Habicht als Nannette te verleiden wat hem ook lukt. Daarop zegt hij tegen von Bär en von Wolf dat hij zijn relatie met de dames enkel verbreekt als de heren hem een grote geldsom betalen.

## Geschiedenis
De opera werd geschreven op vraag van Keizer Jozef II. De première was op 30 april 1781 in het Burgtheater in Wenen. De productie liep tot 5 juli 1782 en de opera werd 13 keer opgevoerd. Andere gezelschappen namen de opera over en deze werd in Noord-Duitsland tot begin 1900 regelmatig opgevoerd.
Op 14 november 2011 werd de productie opnieuw vertoond in het Oostenrijkse Graz.

## Rollen

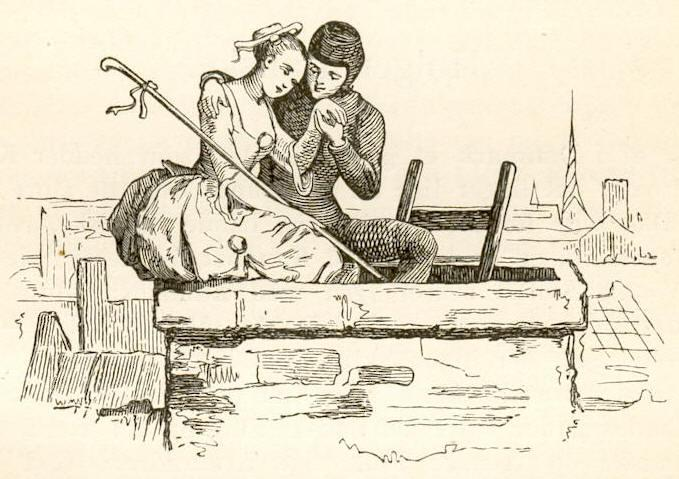

De tabel hieronder geeft de bezetting zoals gebracht op 31 april 1781.
| Acteur                   | Personage        | beschrijving                                              | Zangstem |
| ------------------------ | ---------------- | --------------------------------------------------------- | -------- |
| Gottfried Schmidt        | Volpino          | een geslepen muzikale Italiaanse schoorsteenveger         | tenor    |
| Anna Haselbeck-Schindler | Lisel            | kokkin en verloofd met Volpino                            | sopraan  |
| Barbara Fischer          | Frau von Habicht | rijke operazangeres op pensioen die onlangs weduwe werd   | sopraan  |
| Caterina Cavalieri       | Fräule Nannette  | stiefdochter van Frau von Habicht                         | sopraan  |
| Ludwig Fischer           | Herr von Bär     | ambitieuze edelman die Frau von Habicht het hof wil maken | bas      |
| Joseph Souter            | Herr von Wolf    | ambitieuze edelman die Frau Nannette het hof wil maken    | tenor    |
| Friedrich Günther        | Johann           | bediende van Herr von Bär                                 | bas      |
| Johann Hoffmann          | Tomaso           | eigenaar van een schoorsteenvegerbedrijf                  | bas      |